# Toni Turek
Anton Toni Turek (ur. 18 stycznia 1919 w Duisburgu, zm. 11 maja 1984 w Neuss) – niemiecki piłkarz pochodzenia polskiego, bramkarz. Mistrz świata z 1954.

## Życiorys
Karierę juniorską rozpoczął w 1929 roku Duisburger SV, ale na profesjonalną karierę zdecydował się w 1936 roku w TuS Duisburg 48/99, w którym grał do 1941, po czym przeniósł się do TSG Ulm 1846, ale dwa lata później wrócił do swojego pierwszego profesjonalnego zespołu, w którym grał do 1946. Następne kluby w jego karierze to: Eintracht Frankfurt, TSG Ulm 1846, Fortuna Düsseldorf i Borussia Mönchengladbach, w której w 1957, w wieku 38 lat zakończył karierę piłkarską.
Już jako 17-latek, wzbudził zainteresowanie trenera kadry narodowej, Seppa Herbergera, który powołał do reprezentacji, ale względu na II wojnę światową na debiut musiał czekać aż do 22 listopada 1950, kiedy Niemcy grali swój pierwszy powojenny mecz ze Szwajcarami wygrany 1:0. Do 1954 rozegrał w kadrze 20 spotkań. Ostatni raz wystąpił 16 października 1954 w przegranym meczu z Francją 1:3.
Podczas mundialu 1954 był pierwszym bramkarzem. 4 lipca 1954, podczas meczu finałowego w Bernie z Węgrami, popisał się m.in. fantastyczną obroną strzału „nie do obrony” członka „Złotej jedenastki”, Zoltana Czibora. Wtedy znany niemiecki komentator radiowy Herbert Zimmermann wrzasnął do mikrofonu: Toni, jesteś demonem! Toni, jesteś piłkarskim bogiem! (Toni du bist ein Teufelskerl, Toni du bist ein Fußballgott). Między innymi dzięki postawie bramkarza Niemcy niepodziewanie wygrali mecz 3:2 („Cud w Bernie”) i zostali mistrzami świata.
Po zakończeniu kariery, pracował jako trener, nauczyciel, a nawet na kolei. od sierpnia 1973 był sparaliżowany od pasa w dół. Przeszedł również operację żołądka i zawał serca. Zmarł w szpitalu w Neuss 11 maja 1984, w wieku 65 lat.